# Via verda d'Alcoi
La Via verda d'Alcoi és una via verda, d'uns deu quilòmetres de recorregut, que al seu pas per Alcoi, discorre aprofitant l'antic traçat del ferrocarril Alcoi-Agost. Aquesta línia de tren, d'uns 66 km. de llarg, fou construïda entre els anys 1927 i 1932, i pretenia perllongar la línia Xàtiva-Alcoi fins a la ciutat d'Alacant, passant per Ibi i Castalla i enllaçant a Agost amb la línia de Madrid a Alacant. La configuració d'aquesta via, amb una abrupta orografia del terreny, des del paratge del Salt, prop del barri de Batoi d'Alcoi, devers la serra de Sant Antoni, obligà a bastir diversos túnels i viaductes de formigó, com el pont del Salt, Pont de les Set Llunes o el pont de Sant Antoni, tots ells d'una extraordinària bellesa. Bona part del recorregut discorre per dins i a través del Parc Natural del Carrascar de la Font Roja. Aquesta vía verda fou executada pel Ministeri de Foment.